# Górnoye Loó
Górnoye Loó (del ruso: Го́рное Лоо́) es un seló del distrito de Lázarevskoye de la unidad municipal de la ciudad de Sochi del krai de Krasnodar, en el sur de Rusia. Está situado en la desembocadura del río Kiet en el río Loó, a  2 km del litoral del mar Negro 17 km al noroeste del centro de Sochi y 155 km al sureste de Krasnodar, la capital del krai. Tenía 3 322 habitantes en 2010.
Es centro administrativo del ókrug rural Verjnelooski, al que pertenecen asimismo Beranda, Verjnearmiánskaya Jobza, Verjnearmiánskoye Loó, Vérjneye Buu, Verjneyákornaya Shchel, Detliazhka y Nízhneye Uchdere.

## Historia
La escuela de la localidad (nº 87) fue fundada originalmente en 1904. Perteneció entre el 26 de diciembre de 1962 y el 16 de enero de 1965 al raión de Tuapsé. El 9 de mayo de 1995 se erigió un monumento con una llama eterna a los 57 campesinos asesinados en la Gran Guerra Patria.

## Composición étnica de la población
En 2002, cuando contaba con 3 116 habitantes, el 63.1 % de la población era de etnia armenia, el 31 % era de etnia rusa, el 2.9 % era de etnia ucraniana, el 0.6 % era de etnia tártara, el 0.4 % era de etnia alemana, el 0.3 % era de etnia georgiana, el 0.2 % era de etnia bielorrusa, el 0.2 % era de etnia adigué, el 0.1 % era de etnia griega y el 0.1 % era de etnia abjasa.